# N'Golo Kanté
N'Golo Kanté (Pariz, 29. ožujka 1991.) francuski je profesionalni nogometaš i reprezentativac koji igra na poziciji zadnjeg veznog igrača. Trenutačno igra za Al-Ittihad.
Svoju seniorsku karijeru započeo je u klubu Boulogne te nakon toga dvije sezone proveo u Caenu u francuskoj Ligue 1. Godine 2015. za cifru od 5,6 milijuna funti prešao je u Leicester City te postao integralnim članom momčadi koja je te sezone osvojila svoj prvi naslov engleskog prvaka u povijesti. Sljedeće godine, Kanté prelazi u Chelsea za cifru od 32 milijuna funti s kojim ponovno osvaja naslov prvaka Engleske. Te iste sezone također osvaja i nagrade za najboljeg igrača Premier lige koje svake godine dodjeljuju Udruženja profesionalnih nogometaša i novinara u Engleskoj. Osvojivši naslov prvaka s Chelseom, Kanté je postao drugi igrač u povijesti lige, nakon Erica Cantone 1992. i 1993., koji je s dva različita kluba dvije godine za redom osvojio naslov prvaka.
Svoju reprezentativnu karijeru za Francusku Kanté je započeo 2016. godine s kojom je iste godine stigao do finala Europskog prvenstva. Dvije godine kasnije, odigrao je jednu od ključnih uloga u francuskom osvajanju naslova prvaka svijeta u Rusiji.

## Klupska karijera

### Boulogne
Rođen u Parizu, Kanté je svoju karijeru započeo u dobi od osam godina u klubu JS Suresnes u zapadnom predgrađu glavnog grada Francuske, treniravši tamo puno desetljeće. Prema riječima pomoćnika menadžera Pierrea Villea, Kanté je ostao izvan vidokruga velikih klubova zbog svoje niske građe i nesebičnog stila igre. Kroz svoje kontakte, predsjednik kluba Suresnes je 2010. godine pomogao Kantéu da uđe u rezervnu momčad kluba Boulogne. Svoj profesionalni debi ostvario je u posljednjoj utakmici Ligue 2 dana 18. svibnja 2012. godine u 1:2 domaćem porazu svog u tom trenutku već izbačenog tima iz navedene lige protiv Monaca, nakon što je u utakmici zamijenio Virgilea Reseta u posljednjih 11 minuta susreta.
Tijekom sezone 2012./13. nastupao je u trećoj francuskoj ligi gdje je propustio tek jednu utakmicu. Dana 10. kolovoza postigao je svoj prvi pogodak u pobjedi protiv Luzenaca na stadionu Stade de la Libération, a tijekom sezone zabio je još dva zgoditka.

### Caen
Godine 2013. pridružio se klubu Caen u francuskoj Ligue 2 gdje je u prvoj sezoni odigrao svih 38 utakmica i pomogao klubu da sezonu završi na trećem mjestu čime su automatski promovirani u Ligue 1. U svojoj drugoj utakmici, dana 9. kolovoza, postigao je svoj prvi pogodak u 2:1 pobjedi protiv Lavala. Drugi pogodak za Caen postigao je 11. travnja 2014. godine u 3:2 pobjedi protiv Istresa.
Sljedeće sezone, Kanté je odigrao 37 utakmica za Caen u Ligue 1; klub je nakon završetka sezone osigurao ostanak u prvoj francuskoj ligi. Razlog zbog čega je jednu utakmicu propustio leži u dobivenom crvenom kartonu u domaćem 0:1 porazu protiv Rennesa dana 30. kolovoza. Tri tjedna prije toga, postigao je svoj prvi pogodak u 3:0 pobjedi protiv Eviana. Tijekom cijele sezone izračunato je da je Kanté oduzeo više lopti od bilo kojeg drugog igrača u Europi.

### Leicester City
Steve Walsh koji je do tog trenutka u klub već doveo Jamieja Vardyja i Riyada Mahreza odgovoran je i za dovođenje mladog Kantéa u Leicester City. Dana 3. kolovoza 2015. godine, Kanté se pridružio Leicesteru potpisavši četverogodišnji ugovor za neobjavljenu cifru (nagađa se da je transfer iznosio 8 milijuna Eura odnosno 5,6 milijuna funti). Pet dana kasnije ostvario je svoj debi u Leicesteru zamijenivši Vardyja u posljednjih 8 minuta utakmice koju je njegov klub u konačnici dobio rezultatom 4:2 protiv Sunderlanda. Dana 7. studenog postigao je svoj prvi pogodak u Premijer ligi u 2:1 domaćoj pobjedi protiv Watforda.
Za svoju impresivnu igru, Kanté je dobivao konstantne pohvale, a smatra ga se jednim od najzaslužnijih igrača koji su Leicester City doveli do njihovog prvog naslova prvaka Premijer lige u povijesti. U travnju je postao jednim od četvorice Leicesterovih igrača koji su ušli u najbolju nogometnu ekipu godine po izboru Udruženja profesionalnih nogometaša Engleske. Do kraja sezone Kanté je sudjelovao u 175 duela (31 više od bilo kojeg drugog igrača), dok je 157 puta oduzeo loptu protivniku (15 više od bilo kojeg drugog igrača) čime je zasjeo na vrh statistike defenzivnih igrača kompletne Premijer lige u sezoni 2015./16.
Kanté je bio jedini ključni igrač momčadi Leicestera koji je u ljeto 2016. godine napustio klub. Kasnije se pokazalo da je njegov odlazak bio jedan od ključnih faktora Leicesterovog naglog pada forme u sezoni 2016./17. jer klub nije uspio pronaći dostojnu zamjenu za sredinu terena.

### Chelsea
Dana 16. srpnja 2016. Kanté je za Chelsea potpisao ugovor u vrijednosi od 32 milijuna funti. Nakon potpisivanja petogodišnjeg ugovora, Kanté je izjavio: "Sretan sam što sam potpisao za jedan od najvećih klubova u Europi. Za mene je to ostvarenje sna". Kanté je dobio dres s brojem 7 koji je odlaskom Ramiresa u siječnju postao dostupan.
Dana 15. kolovoza 2016. Kanté je ostvario svoj debi u prvoj utakmici sezone protiv West Ham Uniteda. Premda je već u trećoj minuti susreta dobio žuti karton, odigrao je fantastičnu utakmicu te pomogao Chelsea da na kraju slavi rezultatom 2:1. Tri mjeseca nakon njegovog dolaska u London po prvi puta je odigrao susret sa svojim bivšim klubom Leicester Cityjem u kojem je proglašen igračem utakmice i kojeg je Chelsea dobio 3:0. Dana 23. listopada postigao je svoj prvi pogodak za Chelsea u 4:0 domaćoj pobjedi protiv Manchester Uniteda.
Dana 26. prosinca 2016. godine Kanté je proglašen šestim najboljim nogometašem svijeta te godine od strane francuskog časopisa L'Équipe. Dana 13. ožujka 2017. Kanté je ponovno proglašen igračem utakmice u četvrt-finalnom susretu u FA kupu protiv Manchester Uniteda na Stamford Bridgeu u kojem je postigao jedini pogodak.
Dana 20. travnja, Udruženje profesionalnih nogometaša Engleske po drugi puta za redom stavilo je Kantéa u najbolju nogometnu momčad sezone. Kanté je također imenovan i najboljim igračem lige od strane Udruženja profesionalnih nogometaša i sportskih novinara, kao i najboljim igračem Premier lige te sezone. Kanté je postao prvim igračem nakon Erica Cantone 1993. godine koji je s dva različita kluba dvije godine za redom postao prvakom Engleske. U listopadu 2017. godine Kanté je bio nominiran za nagradu Zlatna lopta koja se svake godine dodjeljuje najboljem nogometašu svijeta.

## Reprezentativna karijera
Zbog toga što su mu roditelji podrijetlom iz afričke države Mali, predstavnici tamošnjeg nogometnog saveza prije Afričkog kupa nacija 2015. godine poslali su službenu pozivnicu Kantéu da započne igrati za njih, jer do tada on nije nastupio niti za jedan uzrast francuske nogometne reprezentacije. Kanté je odbio uz obrazloženje da se još uvijek nastoji etablirati u Ligue 1. U siječnju 2016. godine Mali je ponovno pozvao mladog Kantéa da zaigra za tamošnju reprezentaciju, ali ih je on i ovaj put odbio zbog vlastite neodlučnosti i čekanja dobivanja poziva za Francusku.
Dana 17. ožujka 2016. godine Kanté je po prvi puta izabran za seniorsku reprezentaciju Francuske i to prije prijateljskih utakmica s Rusijom i Nizozemskom. Svoj debi ostvario je protiv Nizozemske osam dana kasnije, zamijenivši Lassana Diarru u poluvremenu utakmice koju je Francuska u konačnici dobila rezultatom 3:2 na Amsterdam Areni. Na svoj 25-i rođendan, 29. ožujka, započeo je utakmicu i postigao svoj prvi pogodak u 4:2 pobjedi protiv Rusije na stadionu Stade de France; kolega iz reprezentacije koji ujedno s Kantéom dijeli i rođendan Dimitri Payet također je bio strijelac na toj utakmici.
Dana 10. lipnja 2016., Kanté je započeo prvu utakmicu Europskog prvenstva protiv Rumunjske. Odigrao je cijeli susret, najviše puta dodao loptu, najviše puta ušao u duel, najviše puta presjekao protivnički napad, pretrčao najviše kilometara i asistirao Dimitri Payetu za pobjednički 2:1 pogodak. U osmini-finala protiv Irske koja se igrala na stadionu Parc Olympique Lyonnais, Kanté je u 27. minuti susreta dobio žuti karton (njegov drugi u natjecanju zbog čega je mogao biti suspendiran iz eventualnog četvrt-finalnog susreta) pa ga je u 46-oj minuti utakmice zamijenio Kingsley Coman. Kanté nije nastupio u finalu Eura 2016. godine kojeg je Francuska u konačnici izgubila 0:1 od Portugala nakon produžetaka.
Dana 17. svibnja 2018. godine pozvan je kao jedan od dvadeset i tri igrača koja će nastupiti na Svjetskom prvenstvu u Rusiji. Dana 15. srpnja Kanté je odigrao cijelu utakmicu finala Svjetskog prvenstva kojeg je Francuska dobila rezultatom 4:2 protiv Hrvatske i tako po drugi puta u svojoj povijesti postala svjetskim prvakom.

## Stil igre
Nakon što je postigao prvi pogodak u svojoj seniorskoj karijeri, francuski lokalni mediji započeli su Kantéa uspoređivati s ranim danima Claudea Makéléléa u Nantesu, a sve zbog njihove sličnosti u igračkom stilu te važne uloge koju imaju u sredini terena. Nakon što su Kantéa mediji upitali da li upravo Makéléléa smatra svojim idolom, on je odgovorio da je njegov uzor ipak Lassana Diarra. Makélélé je u veljači 2017. godine izjavio da je liderstvo jedini atribut koji Kantéu nedostaje kako bi postao "izvanredan igrač". Zbog svoje dinamičnosti, malene građe, napornog treniranja, energije, fantastičnog baratanja loptom kao i zbog osjećaja za vlastitu poziciju na terenu, fizičke spreme, inteligencije, svestranosti i mogućnosti čitanja igre, Kanté je u sezonama 2014./15. i 2015./16. najviše puta ulazio u duele s protivničkim igračima i oduzimao lopte od svih drugih u svim najboljim ligama Europe.
Premda je najpoznatiji po svom taktičkom i defenzivnom stilu igre - ponajviše zbog mogućnosti presijecanja protivničkih napada, ulaženja u defenzivne duele i sprječavanja protivničkih napada - Kanté je također sposoban i odigrati ofenzivnu ulogu nakon što dobije loptu u posjed zbog svoje jednostavne, ali precizne distribucije lopte. U travnju 2016. godine Sir Alex Ferguson izjavio je da je "Kanté uvjerljivo najbolji igrač lige". Njegov sunarodnjak Paul Pogba za Kantéovu ustrajnost i kondiciju je izjavio: "Svi znaju da N'Golo Kanté može trčati za svih 11 igrača - to je njegova najbolja kvaliteta", dok je bivši Kantéov trener iz Leicestera Claudio Ranieri komentirao: "Taj mali Kanté je toliko puno trčao da sam u jednom trenutku pomislio da u gaćama ima skrivene baterije. Na treninzima nikad nije prestajao trčati. Govorio bih mu: 'Jednog dana svjedočit ću kako nabacuješ loptu u kazneni prostor i onda trčiš do nje kako bi ju glavom udario u okvir gola'. On je nevjerojatan".
Osim za igračke sposobnosti, Kantéov trener Antonio Conte u Chelsea ga je hvalio zbog njegove discipline tijekom treninga i želje za konstantnim osobnim igračkim napretkom te ga je opisao kao "veznog igrača koji ima sve".

## Osobni život
Kantéovi roditelji emigrirali su u Francusku iz države Mali još 1980. godine, a on je odrastao u malom stanu u zapadnom predgrađu Pariza Rueil-Malmaison, Hauts-de-Seine. Ime je dobio po kralju Ngolu Diarri iz carstva Bamana. Od 2017. godine njegova mlađa sestra igra za mladi tim Suresnes. Na startu svoje profesionalne karijere u Boulogneu on je svakoga dana na trening dolazio svojim skuterom, a od 2017. godine vozi automobil Mini Moris što BBC-jev sportski novinar Paul Fletcher opisuje kao "dokaz njegove potpune nezainteresiranosti za pokazivanje bogatstva". Kanté prakticira islamsku vjeroispovijest.

## Statistika

### Klupska statistika
| Klub              | Sezona            | Liga                 | Liga    | Liga   | Nacionalni kupovi | Nacionalni kupovi | Liga kupovi | Liga kupovi | Europa  | Europa | Ostalo  | Ostalo | Ukupno  | Ukupno |
| Klub              | Sezona            | Division             | Nastupi | Golovi | Nastupi           | Golovi            | Nastupi     | Golovi      | Nastupi | Golovi | Nastupi | Golovi | Nastupi | Golovi |
| ----------------- | ----------------- | -------------------- | ------- | ------ | ----------------- | ----------------- | ----------- | ----------- | ------- | ------ | ------- | ------ | ------- | ------ |
| Boulogne          | 2011./12.         | Ligue 2              | 1       | 0      | 0                 | 0                 | 0           | 0           | —       | —      | —       | —      | 1       | 0      |
| Boulogne          | 2012./13.         | Championnat National | 37      | 3      | 2                 | 1                 | 0           | 0           | —       | —      | —       | —      | 39      | 4      |
| Boulogne          | Ukupno            | Ukupno               | 38      | 3      | 2                 | 1                 | 0           | 0           | —       | —      | —       | —      | 40      | 4      |
| Caen              | 2013./14.         | Ligue 2              | 38      | 2      | 4                 | 1                 | 1           | 0           | —       | —      | —       | —      | 43      | 3      |
| Caen              | 2014./15.         | Ligue 1              | 37      | 2      | 1                 | 1                 | 1           | 0           | —       | —      | —       | —      | 39      | 3      |
| Caen              | Ukupno            | Ukupno               | 75      | 4      | 5                 | 2                 | 2           | 0           | —       | —      | —       | —      | 82      | 6      |
| Leicester City    | 2015./16.         | Premijer liga        | 37      | 1      | 1                 | 0                 | 2           | 0           | —       | —      | —       | —      | 40      | 1      |
| Chelsea           | 2016./17.         | Premijer liga        | 35      | 1      | 5                 | 1                 | 1           | 0           | —       | —      | —       | —      | 41      | 2      |
| Chelsea           | 2017./18.         | Premijer liga        | 34      | 1      | 5                 | 0                 | 2           | 0           | 6       | 0      | 1       | 0      | 48      | 1      |
| Chelsea           | 2018./19.         | Premijer liga        | 7       | 1      | 0                 | 0                 | 1           | 0           | 1       | 0      | 0       | 0      | 9       | 1      |
| Chelsea           | Ukupno            | Ukupno               | 76      | 3      | 10                | 1                 | 4           | 0           | 7       | 0      | 1       | 0      | 98      | 4      |
| Ukupno u karijeri | Ukupno u karijeri | Ukupno u karijeri    | 226     | 11     | 18                | 4                 | 8           | 0           | 7       | 0      | 1       | 0      | 260     | 15     |

1. ↑  Uključuje Francuski kup i FA kup
2. ↑  Uključuje Francuski liga kup and Engleski Liga kup
3. ↑  Nastupi u Ligi prvaka
4. ↑  Nastupi u FA Community Shield
5. ↑  Nastupi u Europskoj ligi

### Međunarodna statistika
| Reprezentacija | Godina | Nastupi | Golovi |
| -------------- | ------ | ------- | ------ |
| Francuska      | 2016.  | 13      | 1      |
| Francuska      | 2017.  | 7       | 0      |
| Francuska      | 2018.  | 13      | 0      |
| Ukupno         | Ukupno | 33      | 1      |

### Međunarodni pogodci
Zaključno s utakmicom odigranom 9. rujna 2019. godine.
| No. | Datum            | Stadion                              | Nastup | Protivnik | Rezultat | Ukupan rezultat | Natjecanje            | Ref.   |
| --- | ---------------- | ------------------------------------ | ------ | --------- | -------- | --------------- | --------------------- | ------ |
| 1   | 29. ožujka 2016. | Stade de France, Saint-Denis, France | 2      | Rusija    | 1:0      | 4:2             | Prijateljska utakmica | [ 69 ] |

## Vanjske poveznice
- Profil na službenoj stranici nogometnog kluba Chelsea
- Profil na službenoj stranici Francuskog nogometnog saveza